# Air Almaty
Air Almaty is een Kazachse luchtvaartmaatschappij met haar thuisbasis in Almaty. Naast het vervoer van luchtvracht houdt Air Almaty zich voornamelijk bezig met verhuur en verkoop van helikopters.

## Geschiedenis
Air Almaty is opgericht in 2005.

## Vloot
De vloot van Air Almaty bestaat uit: (jan.2007)
- 2 Ilyushin Il-76TD